# 莎拉·埃弗拉德之死
2021年3月3日晚，33岁的英国营销主管莎拉·埃弗拉德（Sarah Everard）在英國伦敦失踪。埃弗拉德当时住在伦敦布里克斯顿山地区，當天她從位於克拉珀姆公地附近的朋友家步行回家時失踪。她被下班的48岁的倫敦警察廳的警察韦恩·卡曾斯（Wayne Couzens）拦下，韦恩·卡曾斯表示自己是警察，并给她戴上手铐。他开车把埃弗拉德送到肯特郡，在那里强奸并勒死了她，随后焚烧了她的尸体，并将殘骸丢弃在一个池塘里。3月9日，韦恩·卡曾斯在肯特郡阿什福德被捕，理由是涉嫌绑架與殺害埃弗拉德。3月10日，一具疑似埃弗拉德的遗体在肯特郡阿什福德附近的树林中被发现，3月12日，在遗体被确认為埃弗拉德本人後，卡曾斯以涉嫌绑架和谋杀莎拉·埃弗拉德被起訴。同時一名30多岁女子也因协助犯案而遭到逮捕。3月13日，卡曾斯首次出庭。莎拉·埃弗拉德之死發生後，引發倫敦當地女性的恐懼與憤怒。英国首相鲍里斯·约翰逊對此事件表示震驚。在卡曾斯首次出庭的當天，超過千名的民众在克拉珀姆公地为埃弗拉德守夜，結果警方驱散人群时发生警民衝突，警方執法方式又引發爭議。  3月16日，第二次庭審舉行。9月30日，卡曾斯被判处终身监禁。

## 事件争议
有报道称，在事件发生后，警方逐家告诫女性，让她们更多地呆在家中，减少外出，限制女性自由这一伦敦警方婉转传达出的信息又引起不满。围绕女性自由和权力的讨论成为冲突的另一个中心。